# Яя (остров)
Яя — остров в составе архипелага Новосибирские острова, омывается морем Лаптевых. Площадь острова составляет 0,14 км², однако из-за колебаний уровня моря она может сильно изменяться, а иногда остров может почти полностью уйти под воду. Был открыт в 2013 году. Кандидат биологических наук и директор Усть-Ленского государственного природного заповедника Александр Гуков в 2013—2015 годах выдвинул несколько гипотез о возникновения острова.

## Физико-географическая характеристика
Яя входит в состав группы Ляховских островов Новосибирских островов, омывается морем Лаптевых. Остров расположен на территории Васильевской банки в 75 км к западу от острова Столбовой. Яя представляет собой вытянутую с юго-востока на северо-запад косу длиной 1,5 км, которая образует небольшую лагуну. Во время сильного понижения уровня моря длина косы достигает 5—6 км. Зимой у отмели образуется стамуха. При повышении уровня моря остров может почти полностью уходить под воду. Площадь острова, вместе с низкой подтопляемой частью, составляет 0,14 км², длина — 580 м, ширина — 260 м. Во время затопления острова его площадь сокращается до 0,09 км², длина до 520 м, ширина до 240 м. Высота острова над уровнем моря не превышает 1 метра.

## История
Яя был обнаружен в сентябре 2013 года двумя транспортными-вертолётами Ми-26, которые везли груз из Тикси на аэродром Темп на острове Котельный. Алексей Павлов и Александр Матвеев, командиры экипажей вертолетов Ми-26, дали задание штурману поставить метку на GPS-навигаторе после обнаружения острова для дальнейшего его повторного облёта. После открытия острова он получил своё нынешнее название. Историк-географ Сергей Рыжий пояснил, как остров получил его:
После обнаружения острова решили назвать его сначала Баунти, поскольку очертаниями он очень похож на тот, что в известной рекламе. Но когда начали решать, кто первый его обнаружил, командиры экипажей начали говорить: «Я, я, я!» Ну и было решено назвать остров Яя.
11 апреля 2014 года, с увеличением светового дня, был совершён повторный облёт острова на вертолётах, вследствие чего его существование было полностью подтверждено. 23 сентября 2014 года, в ходе кругосветной экспедиции исследовательского судна Балтийского флота России «Адмирал Владимирский», на Яя высадился экипаж судна. Были определены точные координаты острова.

## Гипотезы о возникновения острова
После открытия острова в 2013 году, кандидат биологических наук и директор Усть-Ленского государственного природного заповедника Александр Гуков выдвинул гипотезу о возникновении острова, согласно которой он образовался в середине XX века вследствие обратного процесса разрушения ледяной и грунтовой основы в этой области. Вследствие именно этого разрушения в этот период времени исчезло сразу несколько участков суши, отмеченных на картах Великой Северной экспедиции и Петра Фёдоровича Анжу, такие как острова Семёновский, Васильевский, Фигурина, Меркурия и Диомида. После подтверждения существования острова в 2014 году, Гуков, изучая расположение торосов на острове, предположил, что он образовался на месте существовавшего до 1930-х годов острова Васильевского в результате того, что лёд «нагрёб, подобно бульдозеру, на мелководье осадки дна».
В 2015 году Гуков выдвинул новую гипотезу, согласно которой остров может оказаться остывшим вулканом. Он отметил, что остров «имеет форму правильного конуса, характерную для вулканов, даже давно потухших, а имеющаяся на острове лагуна напоминает форму кратера». Также Гуков уточнил, что такое предположение изначально высказал геолог Юрий Масуренков в разговоре с ним, работавший в 1980-х годах в составе геологической экспедиции на Новосибирских островах, вблизи которых поднялся новый остров. Тогда было установлено, что многие острова архипелага — Генриетты, Жаннеты и Жохова — являются потухшими вулканами, действовавшими около 70 млн лет назад, а весь район отличается сейсмической активностью.